# O Todo Poderoso
O Todo Poderoso é uma telenovela brasileira produzida e exibida pela Band entre 19 de novembro de 1979 e 19 de julho de 1980, em 174 capítulos, inaugurando o horário das 20h e sendo substituída por Um Homem Muito Especial. Escrita inicialmente por Clóvis Levi e José Saffioti Filho até o capítulo 74, substituídos por Carlos Lombardi, com colaboração de Edy Lima e Ney Marcondes, sob direção de J. Marreco, David José e Maurice Capovilla, direção geral de Henrique Martins e supervisão de Walter Avancini.
Conta com Eduardo Tornaghi, Selma Egrei, Lilian Lemmertz, Marco Nanini, Jorge Dória, Cristina Santos, Jofre Soares e Denise Del Vecchio nos papéis principais.

## Produção
A ideia inicial de Clóvis Levi e José Saffioti Filho era uma novela que discutisse as diferenças entre fé e ciência de forma humana e sem exageros, apostando no espiritismo como mote do protagonista. Porém a novela pecou pela lentidão e histórias que não andavam, além dos dois núcleos – o hospital e a vila de Emanuel – que não se comunicavam e pareciam pertencer a duas obras distantes. Quando Walter Avancini assumiu a direção de teledramaturgia da Band no início de 1980 ele afastou os dois autores originais a partir do capítulo 74 e convocou Carlos Lombardi, que vinha da elogiada Como Salvar Meu Casamento na TV Tupi, para assumir a autoria.
Sem saber como salvar a novela do jeito que estava, Lombardi levou o foco para o realismo fantástico ao incorporar a possessão demoníaca na trama e dar o posto de principais vilões para Lilian Lemmertz e Marco Nanini, que estavam sem grandes funções na história. Assim, O Todo Poderoso se tornou uma novela que flertava mais com o horror do que com o espiritismo inicial, sendo muito criticada pela imprensa pelos rumos mirabolantes que tomou.

## Enredo
Linda sempre sonhou em ser mãe, mas 
não consegue engravidar, mesmo sendo casada com o renomado médico Cristiano Navarro, dono de um hospital que dispõe dos melhores tratamentos. Ela recorre à Emanuel de Deus, um jovem que se popularizou por seus dons milagrosos, capazes de curar doenças que a própria medicina já desistiu, e os dois acabam apaixonados para desespero de Cristiano, que não aceita perder a mulher para um médium. Irritado com Emanuel usando dons espirituais para o bem, o próprio demônio incorpora nos médicos Matilde e Caio a fim de destruir a reputação e a vida do moço.
Do lado dele, ironicamente, está o preconceituoso e carrasco Padre Ludgero, que acredita que Emanuel é um ser do mal. Ainda os problemas de alcoolismo da psicanalista Carmem, o triângulo amoroso entre os médicos Paula, Cláudio e Renê, e as irmãs Iolanda e Melica, que cuidam da jovem esquizofrênica Marta, apaixonada por Emanuel e a única que consegue ver a presença do demônio.

## Elenco
| Ator               | Personagem            |
| ------------------ | --------------------- |
| Eduardo Tornaghi   | Emanuel de Deus       |
| Selma Egrei        | Linda Navarro         |
| Lilian Lemmertz    | Drª. Matilde          |
| Marco Nanini       | Dr. Caio              |
| Jorge Dória        | Dr. Cristiano Navarro |
| Cristina Santos    | Marta                 |
| Jofre Soares       | Padre Ludgero         |
| Denise Del Vecchio | Drª. Carmem Monteiro  |
| Kate Hansen        | Drª. Paula Vilaverde  |
| Geraldo Del Rey    | Dr. Cláudio           |
| André Leão         | Dr. Renê              |
| Clarice Sebara     | Marcela               |
| Gésio Amadeu       | Tião                  |
| Gessy Fonseca      | Melica                |
| Geny Prado         | Iolanda               |
| Renato Borghi      | Dudu                  |
| Ileana Kwasinski   | Lolô                  |
| Fábio Cardoso      | Dr. Léo               |
| Sebastião Campos   | Queiroz               |
| Aizita Nascimento  | Vitória               |
| João Signorelli    | João                  |
| Régis Monteiro     | Norberto              |
| Vera Lima          | Tereza                |
| Afonso Duarte      | Lucas Vilaverde       |
| Elizabeth Hartmann | Dona Anita            |

### Participações especiais
| Ator             | Personagem    |
| ---------------- | ------------- |
| Henrique Martins | D'Angelo      |
| Alberto Ruschel  | Médico        |
| Edith Siqueira   | Médica        |
| Junior Prata     | Médico        |
| Talles Moreira   | Filho de Tião |